# La Gamba
Pour les articles homonymes, voir Gamba (homonymie).
 (novembre 2023).
 (novembre 2023).
Si vous disposez d'ouvrages ou d'articles de référence ou si vous connaissez des sites web de qualité traitant du thème abordé ici, merci de compléter l'article en donnant les références utiles à sa vérifiabilité et en les liant à la section « Notes et références ».
La Gamba est un petit village de la province de Puntarenas au Costa Rica, situé à environ 15 kilomètres de la ville de Golfito. C’est un village tranquille où les gens vivent simplement de leur agriculture et des emplois offerts dans les villes environnantes comme Río Claro et Golfito. Ce village s’est développé grâce l’arrivée de la compagnie United Fruit dans les années 1950 et, par la suite, avec l’implantation de l’hôtel autrichien Esquinas Rainforest Lodge et de la Station biologique. Ces derniers, ainsi que le gouvernement du Costa Rica, mirent sur pied des projets de développement en collaboration avec le village de La Gamba. Ce village se démarque par sa richesse culturelle, l’amabilité de sa population et ses paysages tropicaux.

## Géographie et climat
Le village fait partie de la province du Puntarenas au sud-ouest du pays (côté Pacifique) à quelques kilomètres du Panama. La Gamba est située à environ 300 kilomètres de San José : environ 7-8 heures de route en autobus par la panaméricaine (principale route du pays). À partir du kilomètre 37 (Villa Briceño) sur la panaméricaine, il suffit de marcher 3 km pour se rendre au cœur du village. Río Claro et Golfito sont les villes les plus proches et les plus complètes en services. De plus, près du village se trouve l’un des plus riches parcs en faune et en flore : le parc Piedras Blancas. Par contre ce parc est très peu connu et est surtout utilisé pour les recherches biologiques
Le climat de La Gamba est tropical : la température varie entre 21 °C et 39 °C tout au long de l’année et il y tombe approximativement 6 000 millimètres de pluie par année. Il y a deux saisons : l’hiver (mai à décembre) et l’été (janvier à avril). L’été représente la saison sèche, tandis que l’hiver (la saison la plus longue), est la période pluvieuse, mais aussi la période la plus riche en végétation. Cette saison est donc caractérisée par de forts orages et des inondations vers les mois de septembre et octobre.

## Population
La Gamba compte environ 700 habitants répartis dans approximativement 150 familles. La moitié vit plus au centre du village et l'autre moitié le long des trois routes de La Gamba et dans les petits villages adjacents de Río Bonito et de La Bolsa situés à environ 30 minutes de marche du village.
Ce qui est remarquable sont les liens familiaux et amicaux qui unissent la majorité des familles du village : ce qui crée une certaine unité dans le village et permet la coopération et l’entraide entre les familles. Il existe d’ailleurs une organisation de micro-crédit, deux groupes de femmes qui fabriquent des shampooings et des savons ainsi que plusieurs artisans locaux.

## Plats typiques
Au déjeuner, il est commun de servir le « Gallo pinto » : un mélange de riz, coriandre, bouillon de poulet, oignons et fèves noires. Ce plat s’accompagne aussi bien de fromage frais, d’œufs ou de saucisses. Les tortillas, crêpes et « empañadas » sont des alternatives courantes.
Les plats de base sont souvent composés de bananes plantains, de yucca (une alternative à la pomme de terre), de maïs, de produits de la palme, de soupe (en hiver), de poulet, de bœuf et de porc.
Deux plats typiques particulièrement appréciés en hiver à La Gamba sont les chicharrones (ventre de porc frit), les patacones (plantains frits) et la sopa negra (fèves noires avec des œufs).
Les plats de poissons et de fruits de mer sont plus rares, mais richissimes lorsque bien préparés. « El Ceviche », un cocktail de poisson, crevettes, palourdes ou de calmars est très rafraîchissant et savoureux.
Finalement, les jus de fruits frais tropicaux comme l’ananas, la goyave, l’orange, la papaye et les mûres font partie des boissons servies fréquemment.

## Religion
Il y a deux principales religions à La Gamba : le catholicisme et l'évangélisme. La messe catholique se tient un dimanche sur deux, alors que la messe évangélique prend place plusieurs fois par semaine. Certaines familles ont abandonné le catholicisme pour ce dernier dû à la rareté des messes catholiques ou des divergences d’idées. Il y a aussi une famille de témoins de Jéhovah qui fait l'exception. Par contre, plusieurs habitants ne pratiquent pas même si la majorité croit en Dieu : ce sont surtout les gens entre 15-45 ans.

## Activités quotidiennes et conditions de vie
Agriculture :
Dans les années 1970, avec la décroissance de l’industrie bananière et du bois dans la région, plusieurs anciens travailleurs se tournèrent vers l’agriculture. Le climat de la région est favorable à la culture du riz, du maïs, du cacao et des palmes. La plupart des fermiers élèvent des bovins (lait, viande et/ou reproduction), des cochons, des chevaux ou des poules.
Dans les dernières années, l’huile de palme provenant d’Afrique a pris de l’expansion dans le secteur, malgré le caractère dangereux de cultiver ce produit. Ce secteur représente un apport important en revenus et en emplois dans le village.
Travail :
Plusieurs habitants travaillent désormais à la Station biologique autrichienne ainsi qu’à l’hôtel Esquinas Rainforest. D'autres travaillent sur la construction des ponts du village, dans des villes à proximité comme Río Claro. À Golfito, le « Depósito libre » (dépôt d’objets divers sans taxes) offre une bonne source d’emploi aux habitants du village.
Divertissement :
Au centre du village, il y a un soda, un dépanneur principal et un téléphone public qui servent de point de rencontre aussi bien pour les jeunes que pour les plus âgés. Les jeunes peuvent aussi se rencontrer au parc construit il y a quelques années par un groupe de Canadiens dans le cadre d'un projet en coopération internationale. Des arcades installées dans les dépanneurs peuvent en divertir quelques-uns.
Il y a aussi un bar où les gens peuvent se réunir et faire connaissance et, pour les plus courageux, ils peuvent se rendre au kilomètre 37 afin de se mêler à leurs voisins lors de soirées Karaoké ou de soirées dansantes.
Sports :
Le sport traditionnel de La Gamba, tout comme celui du Costa Rica, est le soccer (football). Il y a un comité des sports, dans le village, qui s’occupe d’organiser des parties ou seulement d'entreposer et de prêter les ballons. Au centre du village, derrière le salon communautaire, il y a un terrain pour satisfaire les amateurs de ce sport. L’utilisation de ce terrain extérieur dépend évidemment de la température quotidienne, mais les plus fervents n’hésitent pas à jouer sous la pluie battante.
Durant l’été, une équipe de soccer vient s’y entraîner régulièrement et certains jeunes de La Gamba y participent. Certains jeunes apprécient aussi le volley-ball, mais l'absence d’un terrain rend la pratique de ce sport difficile dans le village. Cependant, Río Claro détient un tel terrain.
Un autre sport moins pratiqué, mais tout autant apprécié par les amateurs d’adrénaline et de chevaux, est la « carrera de cintas ». Il suffit de monter un cheval en plein galop et c'est le meilleur qui remporte les prix.

## Conditions de vie
La vie à La Gamba n’est pas des plus faciles du point de vue économique et les gens gagnent leur vie durement. Par contre, les habitants semblent heureux, amicaux, et vivent en harmonie avec leur famille.
La plupart des femmes occupent un emploi en plus d’accomplir leurs tâches quotidiennes à la maison, alors que les hommes partent pour le champ ou pour le travail. Plusieurs d'entre elles exploitent un petit commerce (boulangerie, restaurant, dépanneur, boutique de vêtements) et quelques-unes travaillent soit à l’hôtel, soit à la Station biologique.

## Attractions
- Le Rio Bonito : cette petite rivière coule le long du village et les habitants peuvent aller s’y rafraîchir lors de journées particulièrement chaudes. Comme l’eau provient des montagnes, elle est extrêmement rafraîchissante. Il est par contre préférable d’aller s’y baigner avec des habitants qui connaissent bien la rivière puisque dans les eaux calmes il est possible de rencontrer des caïmans ou des serpents qui tentent de traverser la rivière. En hiver, lors de fortes pluies, il est aussi possible que la rivière change rapidement d’humeur malgré son apparence inoffensive.
- La Catar et le décor y est magnifique. Une contribution est demandée à l'entrée afin de pouvoir y accéder et ainsi, se rafraîchir dans l’eau froide de la montagne.
- Le parc national Piedras Blancas : Ce parc abrite l’une des plus riches faunes et flores du Costa Rica. Il est très peu visité. des arbres immenses appelés « Ceiba ».
- La station biologique autrichienne : elle a été créée en 1993 par un partenariat entre l’université de Vienne et de l’Organisation non gouvernementale (ONG) autrichienne Rainforest of the Austrians, dans le but d’étudier et de protéger la faune et la flore du parc Piedras Blancas.
- El Mirador (belvédère) : L’accès y est limité puisque le terrain est maintenant privé depuis quelques années. Le belvédère offre une vue sur la région de Golfito et sur la péninsule d'Osa située à quelques kilomètres du village.
- Équitation : Une famille de La Gamba détient plusieurs chevaux et offre des tours d’équitation dans la région.

## La Asociación Pro-Bienestar (ASOPROBI)
Cette organisation a été créée en 1996 par la communauté de La Gamba à la suite de l’échec de la coopérative COOPEGAMBA. L’organisme travaille en collaboration avec les gens de la Station biologique et de l’Hôtel afin de trouver des alternatives au développement de La Gamba, en harmonie avec l’environnement naturel qui fait toute la richesse du village. L’objectif final d’ASOPROBI est de créer des emplois et d’encourager le tourisme durable et local. Le village a un énorme potentiel touristique et ASOPROBI désire l’exploiter. Tous les membres d'ASOPROBI sont des bénévoles excepté José Àngel Montiel, surnommé « Chico », qui s’occupe de l’état des comptes et d’organiser diverses activités. Un président, un vice-président, une secrétaire, un trésorier et un fiscal forment le comité exécutif et directeur de l’organisme.
Entre 2004 et 2009, une entente a été signée avec une organisation non gouvernementale québécoise, Plan Nagua, afin de permettre à des groupes de stagiaires de vivre une expérience d'initiation à la coopération internationale au sein de la communauté tout en l'appuyant dans le développement de son projet écotouristique.

## Région (Golfito et Rio Claro)
Río Claro est situé à environ 20 minutes en autobus du km 37. On y retrouve plusieurs services nécessaires aux habitants de La Gamba comme des banques, une clinique médicale, des supermarchés, des cafés Internet et des pharmacies. Pour ceux qui désirent obtenir plus de services, Golfito est situé à 45 minutes du km 37. L’hôpital le plus proche est aussi situé à Golfito. Pour ceux qui veulent traverser la péninsule d’Osa, il est possible de prendre un traversier et de se rendre à Puerto Jiménez.

## Sources
- (es + en + de) Esquinas Rainforest Lodge
- (es + en + de) Station biologique La Gamba